# 聖盧西亞 (帕拉伊巴州)
6°52′19″S 36°55′8″W / 6.87194°S 36.91889°W

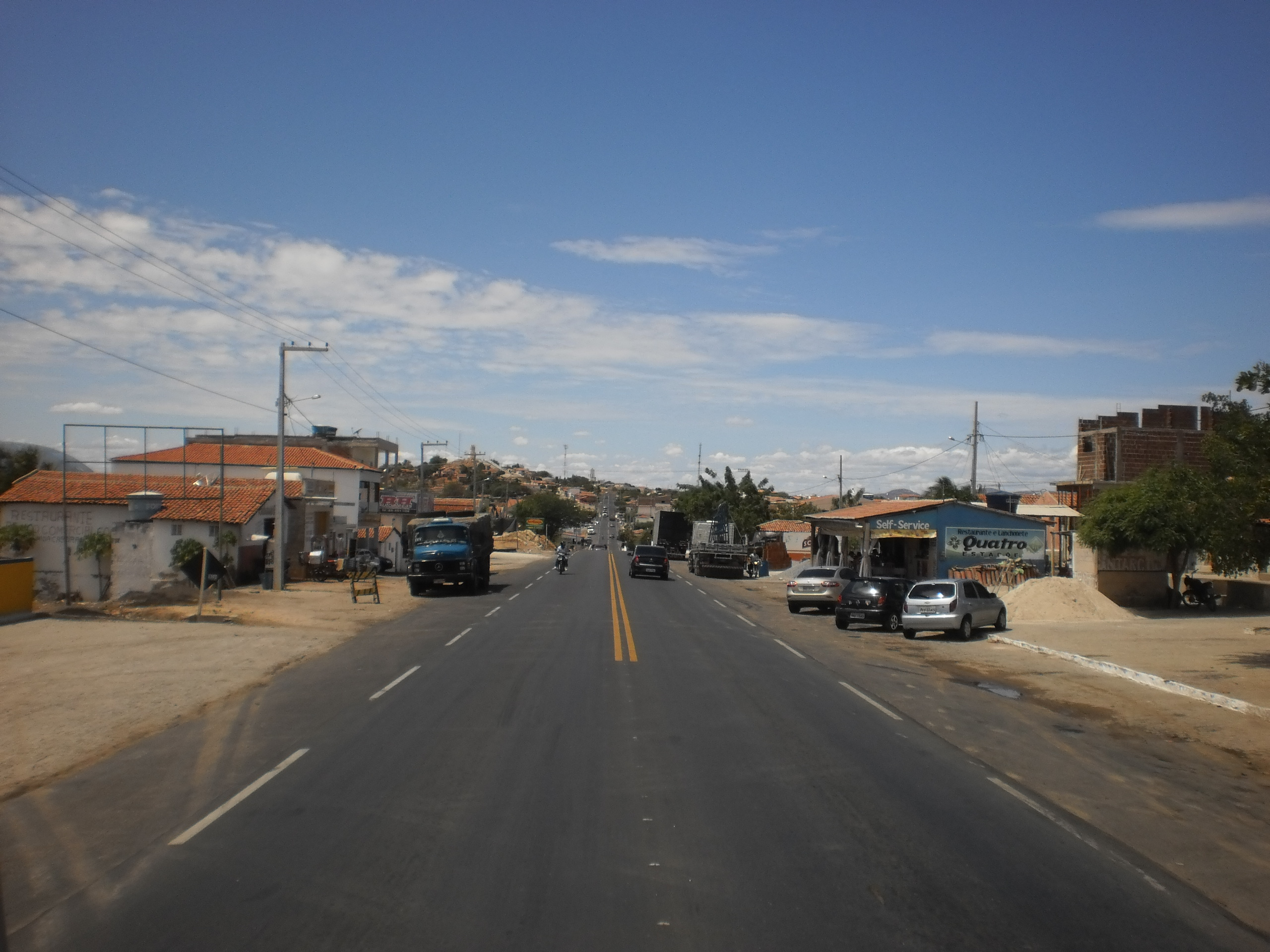
聖盧西亞

聖盧西亞（葡萄牙語：Santa Luzia），是巴西的城鎮，位於該國東北部，由帕拉伊巴州負責管轄，始建於1871年，面積455.7平方公里，海拔高度299米，2010年人口14,719，人口密度每平方公里32.3人。